# Kainaba
Kainaba é uma ilha do Kiribati, sendo uma subdivisão de Tarawa.